# Nokdim

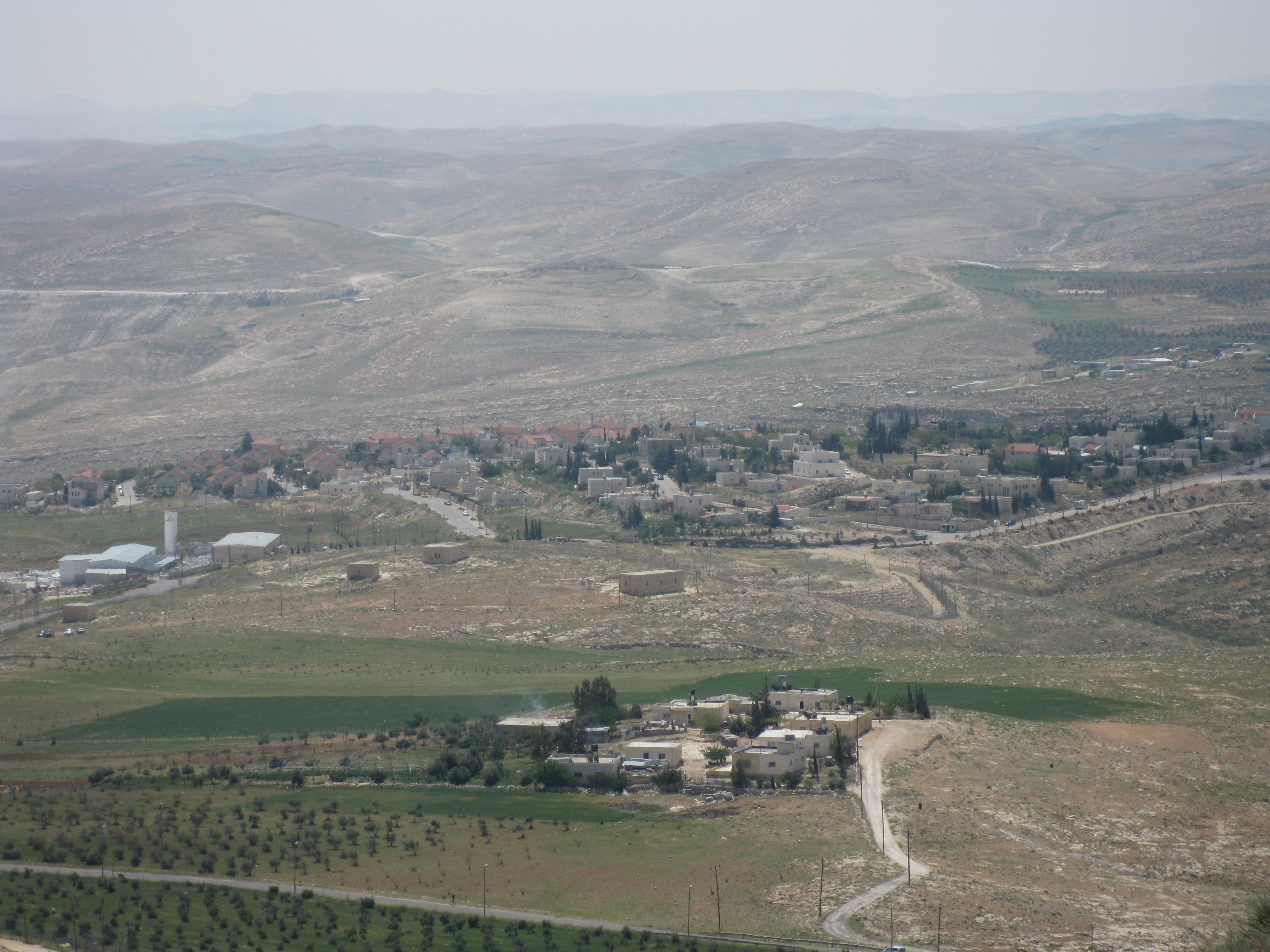
Blick auf Nokdim vom Herodion

Nokdim (hebräisch נוקדים) ist eine israelische Siedlung im seit 1967 von Israel besetzten Westjordanland mit 2.764 Einwohnern (Stand: Januar 2022). 2016 betrug die Einwohnerzahl 2052. Die Siedlung wurde am 5. Juli 1982 als El-David (hebr. אל דוד) gegründet und liegt südlich von Betlehem in der Region Gusch Etzion in den Judäischen Hügeln in der Nähe der Siedlung Tekoa. 
Nach einem Bericht der israelischen Organisation Schalom Achschaw befinden sich 31,2 % des Landes, auf dem die Siedlung errichtet wurde, in palästinensischem Privatbesitz, so dass die Siedlung nach israelischem Recht nicht hätte gebaut werden dürfen.

## Geschichte
Der ursprüngliche Name El-David geht auf zwei Männer zurück, die in der jüdischen Siedlung Tekoa lebten und 1982 umkamen. Eli Pressman, ein Einwanderer aus Frankreich, fiel 1982 im Libanon-Krieg, David Rosenfeld, ein Einwanderer aus den USA, war im Juli 1982 von seinen palästinensischen Angestellten ermordet worden. Nach dem Begräbnis von David Rosenfeld stellten sechs Familien aus Tekoa ihre Zelte an diesem Ort auf und nannten ihn El-David. Im Dezember 1982 wurden die Zelte durch Wohnwagen ersetzt. Nachdem die Zahl der Siedler auf über 200 gestiegen war, erhielt der Ort 1993 den Status einer offiziellen Siedlung. Im gleichen Jahr wurden erstmals feste Behausungen gebaut und der Ort in „Nokdim“, deutsch „Schafzüchter“, umbenannt, nach dem biblischen Propheten Amos, der der Überlieferung gemäß 1,1  „Schafzüchter in Tekoa war“.

## Gegenwart
Avigdor Lieberman, der Vorsitzende der Partei Jisra’el Beitenu und zwischen 2009 und 2018 Außen- beziehungsweise Verteidigungsminister des Staates Israel, lebt in Nokdim.
Im Juni 2010 wurden mehrere aus Russland stammende israelische Familien, die sich in der Siedlung niederlassen wollten, abgewiesen. Die Bewohner der Siedlung machten geltend, die nach dem jüdischen Religionsgesetz nicht als Juden geltenden Mitglieder der Familien könnten die Moral der jüdischen Bewohner zersetzen und deren Assimilation begünstigen. Außerdem drohte den jüdischen Kindern Beeinflussung durch Perversionen und es bestünde die Gefahr, dass die Nicht-Juden Götzen anbeten würden.